# Perfeitos Desconhecidos
Perfeitos Desconhecidos é um futuro filme brasileiro de comédia dirigido por Júlia Jordão e produzido pela Sony Pictures International Productions em parceria com a Arpoador e Quitanda. O longa-metragem é um remake do sucesso italiano Perfetti Sconosciuti (2016), de Paolo Genovese, e tem estreia prevista para 2026 nos cinemas brasileiros.
Conta com Sheron Menezzes, Danton Mello, Fabrício Boliveira, Débora Lamm e Gisele Itié nos papéis principais.

## Sinopse
Carla (Sheron Menezzes) e Gabriel (Danton Mello) são um casal que decide organizar um simples churrasco para inaugurar a nova casa e receber os amigos. O que parecia ser um encontro casual se transforma em um verdadeiro campo de batalha quando a filha do casal, Alice, uma influenciadora digital e cheia de opiniões, desafia sua mãe após uma discussão sobre privacidade.
Cansada da intromissão de Carla em sua vida e para provar que não tem segredos, Alice propõe um jogo: todos devem deixar seus celulares sobre a mesa e ler em voz alta cada mensagem recebida durante o jantar. O que começa como uma brincadeira logo se transforma em uma noite repleta de revelações inesperadas, onde todos acabam expondo mais do que gostariam.

## Elenco
| Ator/Atriz         | Personagem |
| ------------------ | ---------- |
| Sheron Menezzes    | Carla      |
| Danton Mello       | Gabriel    |
| Fabrício Boliveira |            |
| Débora Lamm        |            |
| Gisele Itié        |            |